# Shallow
"Shallow"는 레이디 가가와 브래들리 쿠퍼의 노래로, 영화 스타 이즈 본의 중심이 되는 곡이다.

## 인증
| 국가                               | 인증          | 판매량/출하량 |
| ---------------------------------- | ------------- | ------------- |
| 오스트레일리아 (ARIA)              | 11× 플래티넘  | 770,000       |
| 오스트리아 (IFPI 오스트리아)       | 플래티넘      | 30,000        |
| 벨기에 (BEA)                       | 3× 플래티넘   | 120,000       |
| 캐나다 (뮤직 캐나다)               | 8× 플래티넘   | 640,000       |
| 덴마크 (IFPI Danmark)              | 3× 플래티넘   | 270,000       |
| 프랑스 (SNEP)                      | 다이아몬드    | 333,333       |
| 독일 (BVMI)                        | 플래티넘      | 400,000       |
| 이탈리아 (FIMI)                    | 4× 플래티넘   | 200,000       |
| 뉴질랜드 (RMNZ)                    | 3× 플래티넘   | 90,000        |
| 노르웨이 (IFPI 노르웨이)           | 6× 플래티넘   | 360,000       |
| 폴란드 (ZPAV)                      | 2× 다이아몬드 | 500,000       |
| 포르투갈 (AFP)                     | 5× 플래티넘   | 50,000        |
| 스페인 (PROMUSICAE)                | 4× 플래티넘   | 160,000       |
| 스위스 (IFPI 스위스)               | 2× 플래티넘   | 40,000        |
| 영국 (BPI)                         | 3× 플래티넘   | 1,800,000     |
| 미국 (RIAA)                        | 4× 플래티넘   | 4,000,000     |
| 요약                               |               |               |
| 전 세계                            | —             | 10,200,000    |
| 판매량+스트리밍을 기반으로 한 인증 |               |               |

## 같이 보기
- 2019년 빌보드 핫 100 차트 1위 목록